# Armada Espanyola
L'Armada d'Espanya és la branca marítima de les Forces Armades Espanyoles. Va néixer com a unió de les marines dels regnes de Castella i d'Aragó. L'Armada Espanyola és considerada la sisena més poderosa del món, superada per la nord-americana, la russa, la britànica, la francesa i la japonesa, en un empat tècnic amb la italiana.
Amb l'entrada en servei d'un nou portaavions i l'adquisició de dues noves fragates F-100 i els submarins S-80, es millora la capacitat de projectar tropes i unitats d'operacions especials a llocs allunyats del territori estatal. Tant és així que els compromisos internacionals han fet que en diverses ocasions, per exemple en el cas de l'exercici Steadfast Jaguar-06, sigui la marina de guerra que més vaixells i personal ha transportat. Els compromisos subscrits per Espanya l'obliguen a poder portar a qualsevol part del món i protegir un contingent de 1.800 infants i els seus respectius equips.
En 2013, l'Armada Espanyola va començar a provar els nous submarins S-80, els quals, per uns errors de càlcul, tenien massa acer i no podien flotar correctament, fet que provocà la hilaritat internacional. El nou submarí S-80 és una de les partides més grans que el ministeri espanyol de Defensa hagi fet mai a la història: 2.200 milions d'euros entre el disseny i la construcció. Les seues principals bases són a Rota, Ferrol i Cartagena.

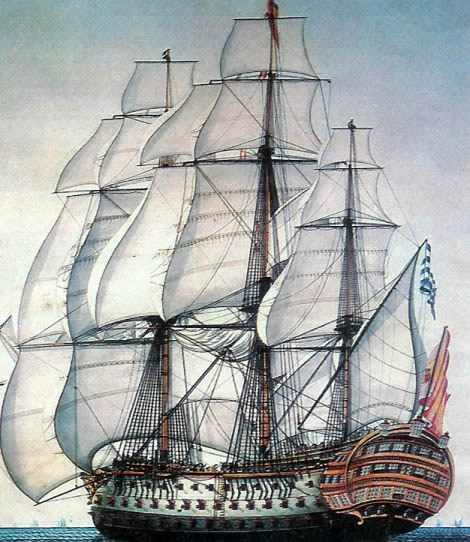
La Santísima Trinidad de l'Armada Espanyola era un dels vaixells més grans del seu temps.

## Flota
A continuació es llisten els vaixells i unitats.
Entre parèntesis (): data d'alta en l'Armada.
Entre claudàtors [ ]: desplaçament a plena càrrega en tones mètriques.
- Portaavions: 
  - R-11 Príncep d'Astúries (1988) [17.188 Tm].[8]
- Fragates
  - Classe Álvaro de Bazán:[9]
    - F-101 Álvaro de Bazán (2002) [6.250 Tm].
    - F-102 Almirante Juan de Borbón (2003) [6.250 Tm].
    - F-103 Blas de Lezo (2004) [6.250 Tm].
    - F-104 Méndez Núñez (2006) [6.250 Tm].
    - F-105 Cristóbal Colón

  - Classe Santa Maria:[10]
    - F-81 Santa Maria (1986) [3.982 Tm] - 1a serie
    - F-82 Victoria (1987) [3.982 Tm]. - 1a serie
    - F-83 Numancia (1988) [3.982 Tm]. - 1a serie
    - F-84 Reina Sofía (1990) [3.982 Tm]. - 1a serie
    - F-85 Navarra (1994) [4.177 Tm]. - 2a serie
    - F-86 Canarias (1995) [4.177 Tm]. - 2a serie
- Submarins
  - Classe Agosta:
    - S-71 Galerna (1981) [1490 Tm].

### Classe Isaac Peral
Es van projectar 4 primers submarins S-80A per a substituir els S-60 (classe Daphné) i 2 addicionals (S-80B) per als S-70 (classe Agosta).
El 2012, degut a la crisi econòmica, el nombre de submarins operatius es va reduir a dos, el «Galerna» i el «Tramontana». El 2020 es va donar de baixa el S-73 Mistral i el 2024 el S-74 Tramontana. Paral·lelament Navantia va iniciar la construcció de la nova classe S-80 entregant el S-81 Isaac Peral a finals del 2023 i la previsió del S-82 Narciso Monturiol per al 2026.
- Vaixell de suport i salvament de submarins Classe BAM:[13]
  - BAM P-41 - Meteoro
  - BAM P-42 - Rayo
  - BAM P-43 - Relámpago
  - BAM P-44 - Tornado

## Vaixells auxiliars
- petrolier de flota Classe marqués de la Cala:[14]
  - A-11 marqués de la Cala (1991) [14.324 Tm]
- Vaixell d'aprovisionament en combat Classe Patiño:[15]
  - A-14 Patiño (1995) [17.050 Tm]
- Vaixell d'aprovisionament en combat Classe Cantàbria:[16]
  - A-15 Cantàbria - En construcció - Entrada prevista per al 2008 [19.699 Tm]

## Vaixells de mesures antimines
- Caçamines Classe Segura:
  - M-31 Segura (1999) [585 Tm]
  - M-32 Sella (1999) [585 Tm]
  - M-33 Tambre (2000) [585 Tm]
  - M-34 Túria (2000) [585 Tm]
  - M-35 Duero (2004) [585 Tm]
  - M-36 Tall (2005) [585 Tm]
- Barc de Comandament i Suport Classe Descubierta:
  - M-11 Diana (1979) [1.640 Tm]

## Embarcacions d'assalt amfibi
- Embarcacions d'assalt amfibi Classe Galicia:[17]
  - L-51 Galícia (1998) [12.800 Tm]
  - L-52 Castella (2000) [12.800 Tm]
- Embarcacions de desembarcament amfibi Classe Hernán Cortés:[18]
  - L-41 Hernán Cortés (Construït en 1971 / Alta en l'Armada 1994) [8.750 Tm]
  - L-42 Pizarro (Construït en 1972 / Alta en l'Armada 1995) [8.750 Tm]
  - Els vaixells de desembarcament amfibi "Pizarro" i "Hernán Cortés" seran donats de baixa en l'Armada pròximament, les seues funcions passaran a ser exercides pel nou Portaavions d'assalt amfibi, actualment en construcció en les instal·lacions de Navantia en Ferrol.
- Llanxes de desembarcament Classe LCM1E:
  - L601P (2001) [107 Tm]
  - L602P (2001) [107 Tm]
  - L603 (2006) [107 Tm]
  - L604 (2006) [107 Tm]
  - L605 (2006) [107 Tm]
  - L606 (2006) [107 Tm]
  - L607 (2006) [107 Tm]
  - L608 (2006) [107 Tm]
  - L609 (2007) [107 Tm]
  - L610 (2007) [107 Tm]
  - L611 (2007) [107 Tm]
  - L612 (2007) [107 Tm]
  - L613 (2007) [107 Tm]
  - L614 (2007) [107 Tm]

## Patrullers
- Patrullers Classe Barceló:[19]
  - P-11 Barceló(1976) [144 Tm]
  - P-12 Fanga (1976) [144 Tm]
  - P-14 Ordóñez (1977) [144 Tm]
  - P-15 Acevedo (1977) [144 Tm]
  - P-16 Cándido Pérez (1977) [144 Tm]
- Patrullers Classe Anaga:[20]
  - P-21 Anaga (1980) [319 Tm]
  - P-22 Tagomago (1981) [319 Tm]
  - P-23 Marola (1981) [319 Tm]
  - P-25 Grosa (1981) [319 Tm]
  - P-26 Medes (1981) [319 Tm]
  - P-27 Izaro (1981) [319 Tm]
  - P-28 Tabarca (1981) [319 Tm]
  - P-30 Bergantí (1981) [319 Tm]
- Patrullers Classe Conillera:[21]
  - P-31 Conillera (1981) [ 85 Tm]
  - P-32 Dragonera (1981) [ 85 Tm]
  - P-33 Espalmador (1982) [ 85 Tm]
  - P-34 Alcanada (1982) [ 85 Tm]
- Patrullers Classe Chilreu:[22]
  - P-61 Chilreu (1992) [2.100 Tm]
  - P-62 Alborán (1997) [1.963 Tm]
  - P-63 Arnomendi (2000) [1.863 Tm]
  - P-64 Tarifa (2004) [1.974 Tm]
- Patrullers Classe Serviola:[23]
  - P-71 Serviola (1991) [1.147 Tm]
  - P-72 Sentinella (1991) [1.152 Tm]
  - P-73 Sentinella (1992) [1.147 Tm]
  - P-74 Talaia (1992) [1.136 Tm]
- Patrullers Classe Descoberta:[24]
  - P-75 Descoberta (1978) [1.640 Tm]
  - P-76 infanta Elena (1980) [1.640 Tm]
  - P-77 infanta Cristina (1980) [1.640 Tm]
  - P-78 Caçadora (1981) [1.640 Tm]
  - P-79 Vencedora (1982) [1.640 Tm]
- Patrullers Classe Toralla:[25]
  - P-81 Toralla (1987) [102 Tm]
  - P-82 Formentor (1989) [102 Tm]
- Patrullers de vigilància costanera:[26]
  - P-111 (1975) [21 Tm]
  - P-114 (1979) [21 Tm]
- Patrullers de vigilància interior:[27]
  - P-201 Cap Fradera (1961) [21 Tm]
  - Els patrullers de la classe "Barceló", "Anaga", "Conillera", "Toralla" i "Descoberta" seran substituïts pels patrullers BAM (Vaixells d'Acció Marítima) amb capacitat de navegació oceànica. Actualment n'hi ha 4 en construcció d'un total de 12 previstos i es començaran a lliurar a l'Armada a partir de 2010.[28]

## Vaixells escola
- Bergantí Goleta Juan Sebastián Elcano[29]
- Llanxes d'instrucció tipus Guardiamarina
- Iot Penell
- Velers La Graciosa, Sisargas i Sálvora.

## La flotilla d'aeronaus
- Tercera Esquadrilla:
  - Formada per 10 helicòpters AB-212[30]
- Quarta Esquadrilla:
  - Formada per 3 avions birreactors de vigilància i transport Cessna Citation II i un Cessna Citation VII[31]
- Quinta Esquadrilla:
  - Formada per 8 helicòpters SH-3 antisubmarins i 3 AEW[32]
- Sexta Esquadrilla:
  - Formada per 6 helicòpters Hughes 500[33]
- Novena Esquadrilla:
  - Formada per 12 caces EAV-8B Harrier II Plus, 4 EAV-8B Harrier II i un TAV-8B Harrier II[34]
- Desena Esquadrilla:
  - Formada per 12 helicòpters SH-60 B SeaHawk[35]
  - Aprovada l'adquisició de 28 helicòpters NH-90 per a l'Armada la finalitat del qual serà homogeneïtzar la flotilla d'aeronaus i substituir als vetustos AB-212, SH-3 i Hughes 500, de manera que a partir de 2010 progressivament les diferents esquadrilles podrien quedar constituïdes de la manera següent:
- Tercera Esquadrilla: 14 NH90 TTH per a la projecció de forces a bord dels vaixells amfibis principalment.
- Quarta Esquadrilla: 3 avions birreactors de vigilància i transport Cessna Citation II en Rota.
- Quinta Esquadrilla: 6 NH90-AEW (alerta primerenca) i 8 NH90 NFH a bord del PDA i del BPE.
- Sexta Esquadrilla: ?? Substituts Hugues 500 (s'especula amb 14 EC-135 navalitzats)
- Novena Esquadrilla: 16 AV-8B Harrier Plus (possibles adquisicions als EUA) i un biplaça a bord del PDA i del BPE.
- Desena Esquadrilla: 12 SH-60B a bord de les fragates F-80 i F-100.

## Principals vaixells de combat

### Fragates
| Tipus                                 | Imatge                | Nom                   | Data  | Desplaçament a plena càrrega tones. | Eslora màxima | Velocitat màxima nusos | Autonomia milles nàutiques | Dotació |
| Fragates                              |                       |                       |       |                                     |               |                        |                            |         |
| Fragates (FFG) Classe Álvaro de Bazán |                       | F-101 Álvaro de Bazán | 2002  | 6.250                               | 146,7         | 28                     | 5.000                      | 200     |
| Fragates (FFG) Classe Álvaro de Bazán | F-102 Juan de Borbón  | 2003                  | 6.250 | 146,7                               | 28            | 5.000                  | 200                        |         |
| Fragates (FFG) Classe Álvaro de Bazán | F-103 Blas de Lezo    | 2004                  | 6.250 | 146,7                               | 28            | 5.000                  | 200                        |         |
| Fragates (FFG) Classe Álvaro de Bazán | F-104 Méndez Núñez    | 2006                  | 6.250 | 146,7                               | 28            | 5.000                  | 200                        |         |
| Fragates (FFG) Classe Álvaro de Bazán | F-105 Cristóbal Colón | 2012                  | 6.250 | 146,7                               | 28            | 5.000                  | 200                        |         |
| Fragates (FFG) Clase Santa María      |                       | F-81 Santa María      | 1986  | 4.100                               | 138           | 29                     | 5.300                      | 213     |
| Fragates (FFG) Clase Santa María      | F-82 Victoria         | 1987                  | 4.100 | 138                                 | 29            | 5.300                  | 213                        |         |
| Fragates (FFG) Clase Santa María      | F-83 Numancia         | 1988                  | 4.100 | 138                                 | 29            | 5.300                  | 213                        |         |
| Fragates (FFG) Clase Santa María      | F-84 Reina Sofía      | 1990                  | 4.100 | 138                                 | 29            | 5.300                  | 213                        |         |
| Fragates (FFG) Clase Santa María      | F-85 Navarra          | 1994                  | 4.100 | 138                                 | 29            | 5.300                  | 213                        |         |
| Fragates (FFG) Clase Santa María      | F-86 Canarias         | 1994                  | 4.100 | 138                                 | 29            | 5.300                  | 213                        |         |

### Submarins
| Tipus                                  | Imatge | Nom              | Data | Desplaçament a plena càrrega tones. | Eslora màxima | Velocitat màxima nusos | Autonomia milles nàutiques | Dotació |
| Submarins                              |        |                  |      |                                     |               |                        |                            |         |
| Submarins (SSK) Classe Galerna         |        | S-71 Galerna     | 1983 | 1.740                               | 67,57         | 20,5                   | 8.500                      | 88      |
| Submarins (SSK-AIP) Classe Isaac Peral |        | S-81 Isaac Peral | 2023 | 3.700                               | 80,81         | 20                     | 8.000 (sense AIP)          | 32      |

### Vaixells d'assalt amfibi
| Tipus                                              | Imatge        | Nom                | Data   | Desplaçament a plena càrrega tones. | Eslora màxima | Velocitat màxima nusos | Autonomia milles nàutiques | Dotació |
| Vaixells d'assalt amfibis                          |               |                    |        |                                     |               |                        |                            |         |
| Vaixell d'assalt amfibi (LHD) Classe Juan Carlos I |               | L-61 Juan Carlos I | 2010   | 26.800                              | 230,82        | 21                     | 9.000                      | 261     |
| Vaixell d'assalt amfibi (LPD) Classe Galicia       |               | L-51 Galicia       | 1998   | 12.800                              | 160           | 20                     | 6.000                      | 186     |
| Vaixell d'assalt amfibi (LPD) Classe Galicia       | L-52 Castilla | 2000               | 12.800 | 160                                 | 20            | 6.000                  | 193                        |         |

### Llanxes de desembarcament
| Tipus                                  | Imatge | Nom   | Data  | Desplaçament a plena càrrega tones. | Eslora màxima | Velocitat màxima nusos | Autonomia milles nàutiques | Dotació |
| Llanxes de desembarcament              |        |       |       |                                     |               |                        |                            |         |
| Llanxa de desembarcament Classe LCM-1E |        | L-603 | 2006  | 107,6                               | 23,3          | 19                     | 190                        | 3       |
| Llanxa de desembarcament Classe LCM-1E | L-604  | 2006  | 107,6 | 23,3                                | 19            | 190                    | 3                          |         |
| Llanxa de desembarcament Classe LCM-1E | L-605  | 2006  | 107,6 | 23,3                                | 19            | 190                    | 3                          |         |
| Llanxa de desembarcament Classe LCM-1E | L-606  | 2007  | 107,6 | 23,3                                | 19            | 190                    | 3                          |         |
| Llanxa de desembarcament Classe LCM-1E | L-607  | 2007  | 107,6 | 23,3                                | 19            | 190                    | 3                          |         |
| Llanxa de desembarcament Classe LCM-1E | L-608  | 2007  | 107,6 | 23,3                                | 19            | 190                    | 3                          |         |
| Llanxa de desembarcament Classe LCM-1E | L-609  | 2007  | 107,6 | 23,3                                | 19            | 190                    | 3                          |         |
| Llanxa de desembarcament Classe LCM-1E | L-610  | 2007  | 107,6 | 23,3                                | 19            | 190                    | 3                          |         |
| Llanxa de desembarcament Classe LCM-1E | L-611  | 2007  | 107,6 | 23,3                                | 19            | 190                    | 3                          |         |
| Llanxa de desembarcament Classe LCM-1E | L-612  | 2007  | 107,6 | 23,3                                | 19            | 190                    | 3                          |         |
| Llanxa de desembarcament Classe LCM-1E | L-613  | 2007  | 107,6 | 23,3                                | 19            | 190                    | 3                          |         |
| Llanxa de desembarcament Classe LCM-1E | L-614  | 2008  | 107,6 | 23,3                                | 19            | 190                    | 3                          |         |

### Vaixells d'abastament logístic
| Tipus                          | Imatge | Nom            | Data | Desplaçament | Eslora màxima | Velocidad màxima | Autonomia | Dotació |
| Vaixells d'abastament logístic |        |                |      |              |               |                  |           |         |
| Vaixell d'abastament logístic  |        | A-14 Patiño    | 1995 | 17.050       | 166,3         | 20               | 13.440    | 150     |
| Vaixell d'abastament logístic  |        | A-15 Cantabria | 2010 | 19.550       | 173,9         | 21,3             | 6.000     | 122     |

### Dragamines
| Tipus                         | Imatge      | Nom         | Data | Desplaçament | Eslora màxima | Velocidad màxima | Autonomia | Dotació |
| Dragamines                    |             |             |      |              |               |                  |           |         |
| Dragamines (MCM) Clase Segura |             | M-31 Segura | 1999 | 585          | 54            | 14               | 2.000     | 41      |
| Dragamines (MCM) Clase Segura | M-32 Sella  | 1999        | 585  | 54           | 14            | 2.000            | 41        |         |
| Dragamines (MCM) Clase Segura | M-33 Tambre | 2000        | 585  | 54           | 14            | 2.000            | 41        |         |
| Dragamines (MCM) Clase Segura | M-34 Turia  | 2000        | 585  | 54           | 14            | 2.000            | 41        |         |
| Dragamines (MCM) Clase Segura | M-35 Duero  | 2004        | 585  | 54           | 14            | 2.000            | 41        |         |
| Dragamines (MCM) Clase Segura | M-36 Tajo   | 2005        | 585  | 54           | 14            | 2.000            | 41        |         |

### Patrulleres
| Tipus                                  | Imatge                | Nom                | Data  | Desplaçament a plena càrrega tones. | Eslora màxima | Velocitat màxima nusos | Autonomia milles nàutiques | Dotació |
| Classe Meteoro                         |                       | P-41 Meteoro       | 2011  | 2.840                               | 93,9          | 20,5                   | 8.700                      | 45      |
| Classe Meteoro                         | P-42 Rayo             | 2011               | 2.840 | 93,9                                | 20,5          | 8.700                  | 45                         |         |
| Classe Meteoro                         | P-43 Relámpago        | 2012               | 2.840 | 93,9                                | 20,5          | 8.700                  | 45                         |         |
| Classe Meteoro                         | P-44 Tornado          | 2012               | 2.840 | 93,9                                | 20,5          | 8.700                  | 45                         |         |
| Classe Meteoro                         | P-45 Audaz            | 2018               | 2.500 | 93,9                                | 20,5          | 8.700                  | 35                         |         |
| Classe Descubierta (Modificada)        |                       | P-76 Infanta Elena | 1980  | 1.640                               | 88,88         | 24,8                   | 7.500                      | 88      |
| Classe Descubierta (Modificada)        | P-77 Infanta Cristina | 1980               | 1.640 | 88,88                               | 24,8          | 7.500                  | 88                         |         |
| Classe Descubierta (Modificada)        | P-78 Cazadora         | 1981               | 1.640 | 88,88                               | 24,8          | 7.500                  | 88                         |         |
| Classe Serviola                        |                       | P-71 Serviola      | 1991  | 1.147                               | 68,65         | 19                     | 8.000                      | 45      |
| Classe Serviola                        | P-72 Centinela        | 1991               | 1.147 | 68,65                               | 19            | 8.000                  | 45                         |         |
| Classe Serviola                        | P-73 Vigía            | 1992               | 1.147 | 68,65                               | 19            | 8.000                  | 45                         |         |
| Classe Serviola                        | P-74 Atalaya          | 1992               | 1.147 | 68,65                               | 19            | 8.000                  | 45                         |         |
| Patrulleres Oceàniques Classe Chilreu  |                       | P-62 Alborán       | 1997  | 1.963                               | 67            | 14                     | 20.000                     | 36      |
| Patrulleres Oceàniques Classe Chilreu  | P-63 Arnomendi        | 2000               | 1.816 | 62,2                                | 14            | 24.000                 | 36                         |         |
| Patrulleres Oceàniques Classe Chilreu  | P-64 Tarifa           | 2004               | 1.964 | 68,5                                | 14            | 24.000                 | 36                         |         |
| Patrulleres Classe Anaga               |                       | P-22 Tagomago      | 1981  | 319                                 | 44,4          | 15,5                   | 10 días                    | 27      |
| Patrulleres Classe Anaga               | P-26 Medas            | 1981               | 319   | 44,4                                | 15,5          | 10 días                | 27                         |         |
| Patrulleres Classe Anaga               | P-28 Tabarca          | 1981               | 319   | 44,4                                | 15,5          | 10 días                | 27                         |         |
| Patrulleres Classe Toralla             |                       | P-81 Toralla       | 1987  | 101,9                               | 28,5          | 15                     | 1.000                      | 12      |
| Patrulleres Classe Toralla             | P-82 Formentor        | 1989               | 101,9 | 28,5                                | 15            | 1.000                  | 12                         |         |
| Guàrdia costanera Classe Aresa PVC-160 |                       | P-101              | 1978  | 20,8                                | 13,7          | 23,3                   | 430                        | 9       |
| Guàrdia costanera Classe Aresa PVC-160 | P-114                 | 1979               | 20,8  | 13,7                                | 23,3          | 430                    | 9                          |         |
| Patrullera fluvial Cabo Fradera        |                       | P-201 Cabo Fradera | 1963  | 28                                  | 17,85         | 11                     | -                          | 7       |

## Principals vaixells auxiliars

### Vaixells de transport
| Tipus                 | Imatge | Nom                       | Data        | Desplaçament a plena càrrega tones. | Eslora màxima | Velocitat màxima nusos | Autonomia milles nàutiques | Dotació |
| Vaixells de transport |        |                           |             |                                     |               |                        |                            |         |
| Vaixells de transport |        | A-01 Contramaestre Casado | 1982 (1953) | 4.965                               | 104,2         | 14                     | -                          | 62      |
| Vaixells de transport |        | A-04 Martín Posadillo     | 2000 (1973) | 2.300                               | 75            | 10                     | 20 dies                    | 25      |
| Vaixells de transport |        | A-05 El Camino Español    | 1999 (1984) | 5.804                               | 95,52         | 12,4                   | 2.800                      | 30      |

### Vaixell de recerca i rescat
| Tipus                                                    | Imatge | Nom          | Data        | Desplaçament a plena càrrega tones. | Eslora màxima | Velocitat màxima nusos | Autonomia milles nàutiques | Dotació |
| Vaixell de recerca i rescat                              |        |              |             |                                     |               |                        |                            |         |
| Vaixell de Recerca i rescat Classe Amatista (Modificada) |        | A-20 Neptuno | 1988 (1975) | 1.860                               | 58,5          | 12,5                   | 6.000                      | 52      |

### Vaixells hidrogràfics
| Tipus                                   | Imatge      | Nom            | Data  | Desplaçament a plena càrrega tones. | Eslora màxima | Velocitat màxima nusos | Autonomia milles nàutiques | Dotació |
| Vaixells hidrogràfics                   |             |                |       |                                     |               |                        |                            |         |
| Vaixells hidrogràfics Classe Malaespina |             | A-31 Malaspina | 1975  | 1.090                               | 52,7          | 15                     | -                          | 62      |
| Vaixells hidrogràfics Classe Malaespina | A-32 Tofiño | 1975           | 1.090 | 52,7                                | 15            | -                      | 62                         |         |
| Vaixell hidrogràfic Classe Castor       |             | A-23 Antares   | 1974  | 363                                 | 38,4          | 11,5                   | -                          | 40      |

### Llanxes hidrogràfiques transportables
| Tipus                                                    | Imatge          | Nom             | Data | Desplaçament a plena càrrega tones. | Eslora màxima | Velocitat màxima nusos | Autonomia milles nàutiques | Dotació |
| Llanxes hidrogràfiques transportables                    |                 |                 |      |                                     |               |                        |                            |         |
| Llanxes hidrogràfiques transportables Classe Rodman 1250 |                 | A-91 Astrolabio | 2001 | 8,5                                 | 12,62         | 30                     | -                          | -       |
| Llanxes hidrogràfiques transportables Classe Rodman 1250 | A-92 Escandallo | 2004            | 8,5  | 12,62                               | 30            | -                      | -                          |         |

### Vaixells de recerca oceanogràfica
| Tipus                                                       | Imatge | Nom             | Data        | Desplaçament a plena càrrega tones. | Eslora màxima | Velocitat màxima nusos | Autonomia milles nàutiques | Dotació |
| Vaixells de recerca oceanogràfica                           |        |                 |             |                                     |               |                        |                            |         |
| Vaixell de recerca oceanogràfica Classe Hespérides          |        | A-33 Hespérides | 1991        | 2.800                               | 82,5          | 15                     | 12.000                     | 50      |
| Vaixell de recerca oceanogràfica Classe Circos (Modificada) |        | A-52 Las Palmas | 1981 (1978) | 1.450                               | 41,2          | 13                     | 7.000                      | 32      |

### Remolcadors
| Tipus                       | Imatge | Nom              | Data        | Desplaçament a plena càrrega tones. | Eslora màxima | Velocitat màxima nusos | Autonomia milles nàutiques | Dotació |
| Remolcadors                 |        |                  |             |                                     |               |                        |                            |         |
| Remolcador Clase Circos     |        | A-51 Mahón       | 1981 (1978) | 1.450                               | 41,2          | 13                     | -                          | 30      |
| Remolcador Clase Punta Amer |        | A-53 La Graña    | 1987 (1982) | 663,7                               | 32,45         | 13,5                   | -                          | 22      |
| Remolcador Clase Amatista   |        | A-101 Mar Caribe | 1988 (1974) | 1.860                               | 58,5          | 12,5                   | -                          | 25      |

### Vaixell de guerra electrònica
| Tipus                                                  | Imatge | Nom          | Data        | Desplaçament a plena càrrega tones. | Eslora màxima | Velocitat màxima nusos | Autonomia milles nàutiques | Dotació |
| Vaixell de recerca electrònica                         |        |              |             |                                     |               |                        |                            |         |
| Vaixell de guerra electrònica Classe Dars (Modificada) |        | A-111 Alerta | 1992 (1982) | 2.292                               | 76,52         | 11                     | 1.000                      | 60      |

### Vaixells escola
| Tipus           | Imatge | Nom                           | Data        | Desplaçament a plena càrrega tones. | Eslora màxima | Velocitat màxima nusos | Autonomia milles nàutiques | Dotació |
| Vaixells escola |        |                               |             |                                     |               |                        |                            |         |
| Vaixells escola |        | A-71 Juan Sebastián de Elcano | 1928        | 3.670,8                             | 94,1          | 10                     | 1.200                      | 193     |
| Vaixells escola |        | A-72 Arosa                    | 1981 (1931) | 52                                  | 22,84         | 8                      | -                          | -       |
| Vaixells escola |        | A-75 Sisargas                 | 1995 (1982) | 42                                  | 20,5          | 9                      | -                          | -       |
| Vaixells escola |        | A-76 Giralda                  | 1993 (1958) | 81,7                                | 22,8          | 8                      | -                          | -       |
| Vaixells escola |        | A-78 Peregrina                | 2007        | 123                                 | 27,75         | 10,5                   | -                          | -       |

### Llanxes d'instrucció
| Tipus                                    | Imatge                               | Nom                          | Data | Desplaçament a plena càrrega tones. | Eslora màxima | Velocitat màxima nusos | Autonomia milles nàutiques | Dotació |
| Llanxes d'instrucció                     |                                      |                              |      |                                     |               |                        |                            |         |
| Lanxes d'instrucció Classe Guardiamarina |                                      | A-82 Contramaestre Navarrete | 1983 | 57                                  | 18,87         | 13                     | -                          | -       |
| Lanxes d'instrucció Classe Guardiamarina | A-83 Contramaestre Sánchez Fernández | 1983                         | 57   | 18,87                               | 13            | -                      | -                          |         |
| Lanxes d'instrucció Classe Guardiamarina | A-84 Contramaestre Antero            | 1984                         | 57   | 18,87                               | 13            | -                      | -                          |         |
| Lanxes d'instrucció Classe Guardiamarina | A-85 Contramaestre Lamadrid          | 1984                         | 57   | 18,87                               | 13            | -                      | -                          |         |
| Lanxes d'instrucció Classe Rodman-66     |                                      | A-121 Guardiamarina Barrutia | 2006 | 36                                  | 20,5          | 24                     | 450-550                    | 16      |
| Lanxes d'instrucció Classe Rodman-66     | A-122 Guardiamarina Chereguini       | 2006                         | 36   | 20,5                                | 24            | 450-550                | 16                         |         |
| Lanxes d'instrucció Classe Rodman-66     | A-123 Guardiamarina Rull             | 2007                         | 36   | 20,5                                | 24            | 450-550                | 16                         |         |
| Lanxes d'instrucció Classe Rodman-66     | A-124 Guardiamarina Salas            | 2007                         | 36   | 20,5                                | 24            | 450-550                | 16                         |         |

## Aviació naval

### Avions
| Model               | Imatge | Fabricant                | Velocitat màxima | Alçada màxima | Abast    | Entrada en servei | Esquadrilla | Unitats |
| ------------------- | ------ | ------------------------ | ---------------- | ------------- | -------- | ----------------- | ----------- | ------- |
| Avions              |        |                          |                  |               |          |                   |             |         |
| AV-8B Harrier II    |        | McDonnell Douglas/Boeing | 1.170 km/h       | 15.240 m      | 2.200 km | 1985              | 9a          | 12      |
| TAV-8 Harrier II    |        | McDonnell Douglas/Boeing | 1.170 km/h       | 15.240 m      | 2.200 km | 1985              | 9a          | 1       |
| Cessna Citation II  |        | Cessna/Textron           | 746 km/h         | 13.100 m      | 3.700 km | 1992              | 4a          | 3       |
| Cessna Citation VII |        | Cessna/Textron           | 875 km/h         | 16.000 m      | 3.774 km | 1992              | 4a          | 1       |

### Helicòpters
| Model              | Imatge | Fabricant                               | Velocitat màxima | Alçada màxima | Abast    | Entrada en servei | Esquadrilla | Unitats |
| ------------------ | ------ | --------------------------------------- | ---------------- | ------------- | -------- | ----------------- | ----------- | ------- |
| Helicòpters        |        |                                         |                  |               |          |                   |             |         |
| Agusta-Bell AB 212 |        | Bell Helicopter/Textron Agusta Westland | 260 km/h         | 5.305 m       | 439 km   | 1968              | 3a          | 7       |
| SH-3 Sea King      |        | Sikorsky/Lockheed Martin                | 267 km/h         | 4.481 m       | 1.000 km | 1966              | 5a          | 10      |
| Hughes 369 HM      |        | Hughes Helicopters/MD Helicopters       | 282 km/h         | 4.875 m       | 430 km   | 1972              | 6a          | 9       |
| SH-60 Seahawk      |        | Sikorsky/Lockheed Martin                | 268 km/h         | 5.790 m       | 704 km   | 1988              | 10a         | 14      |

### Vehícles no tripulats
| Model                    | Imatge | Fabricant | Velocitat màxima | Alçada màxima | Abast    | Entrada en servei | Esquadrilla | Unitats                              |
| ------------------------ | ------ | --------- | ---------------- | ------------- | -------- | ----------------- | ----------- | ------------------------------------ |
| Vehícles no tripulats    |        |           |                  |               |          |                   |             |                                      |
| Boeing Insitu Scan Eagle |        | Boeing    | 148 km/h         | 5.950 m       | 24 hores | 2015              | 11a         | 8 (2 sistemes de 4 drones / sistema) |

### Esquadrilles
- Tercera Esquadrilla: és formada per 7 helicòpters Agusta-Bell AB 212. Inicialment va estar dedicada a la guerra antisubmarina i antisuperfície, i disposava de 4 aparells amb equips de guerra electrónica i de intel·ligència electrònica Colibrí. Actualment es fan servir com a mitjà de transport d'assalt de la infantería de marina.

- Quarta Esquadrilla: és formada per 4 avions birreactors de recerca i transport Cessna Citation, tres són de la versió Citation II i un de la Citation VII. Les seves missions són: avió de patrulla marítima, avió d'enllaç i avió de transport militar.

- Cinquena Esquadrilla: és formada per 10 helicòpters Sea King, que inicialment estaven dedicats a la guerra antisubmarina i antisuperfície, malgrat que actualment estan dedicats a missions de transport militar, i estan equipats amb sistemes electrònics, i poden dur fins a 25 infants de marina i transportar els equips de recerca i rescat (SAR), i 3 helicòpters Sea King, que són una versió especialitzada en alerta primerenca i control aerotransportat (AWACS) i estan equipats amb radars Searchwater. . Entre els mesos de desembre de 2015 i gener de 2016 es va procedir al desmontatje i emmagatzematge dels tres equips Searchwater AWACS existents en l'Armada, procedint a transformar les seves plataformes en la versió utilitària.

- Sisena Esquadrilla: és formada per 9 helicòpters Hughes 369 HM. Inicialment van ser adquirits com helicòpters lleugers antisubmarins, però actualment es fan servir per a missions d'entrenament, vigilància, enllaç, correcció de tir naval i de il·luminació per a les armes guiades per làser.

- Novena Esquadrilla: és formada per 12 avions de caça Harrier AV8B II Plus i un biplaça TAV-8B. Funcions de protecció aèria de la flota, cobertura per a la infanteria de marina, eliminació de defenses i reconeixement militar.[37]

- Desena Esquadrilla: és formada per 12 helicòpters SH-60 B SeaHawk, que estan dedicats a la guerra antisubmarina i antisuperfície. Formen la unitat embarcada típica de les fragates F-100 i F-80.
- Onzena Esquadrilla: és la encarregada de l'ús d'aeronaus no tripulades i disposa en l'actualitat de 8 unitats del Boeing Scaneagle (2 sistemes de 4 drones / sistema).

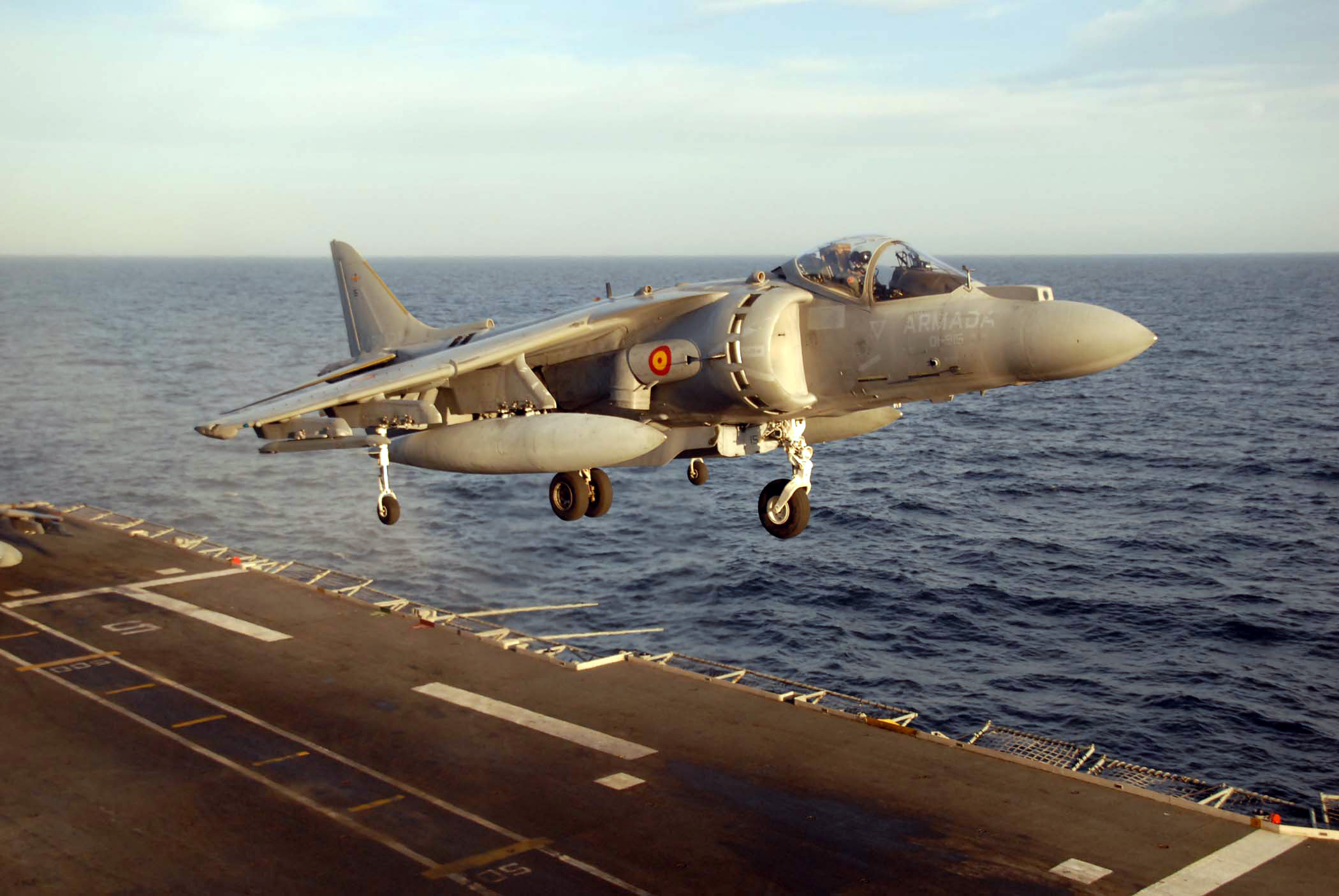
Un AV-8B Harrier II de l'Arma Aèria de l'Armada duent a terme un aterratge vertical en el portaavions Príncipe de Asturias (R-11).
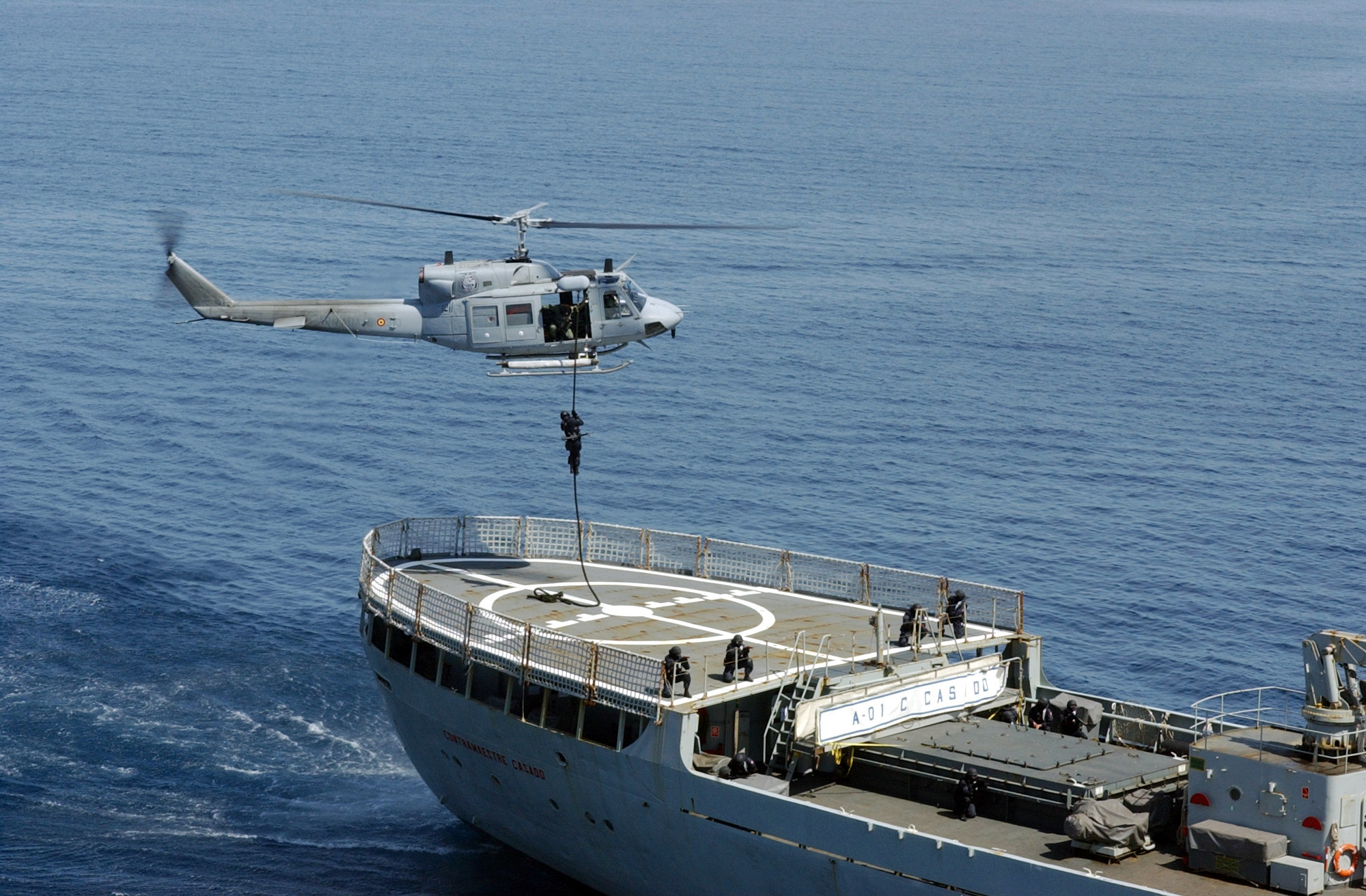
Un helicòpter AB 212 ASW duent a terme un exercici amb mariners tunisians sobre el vaixell Contramaestre Casado (A-01).
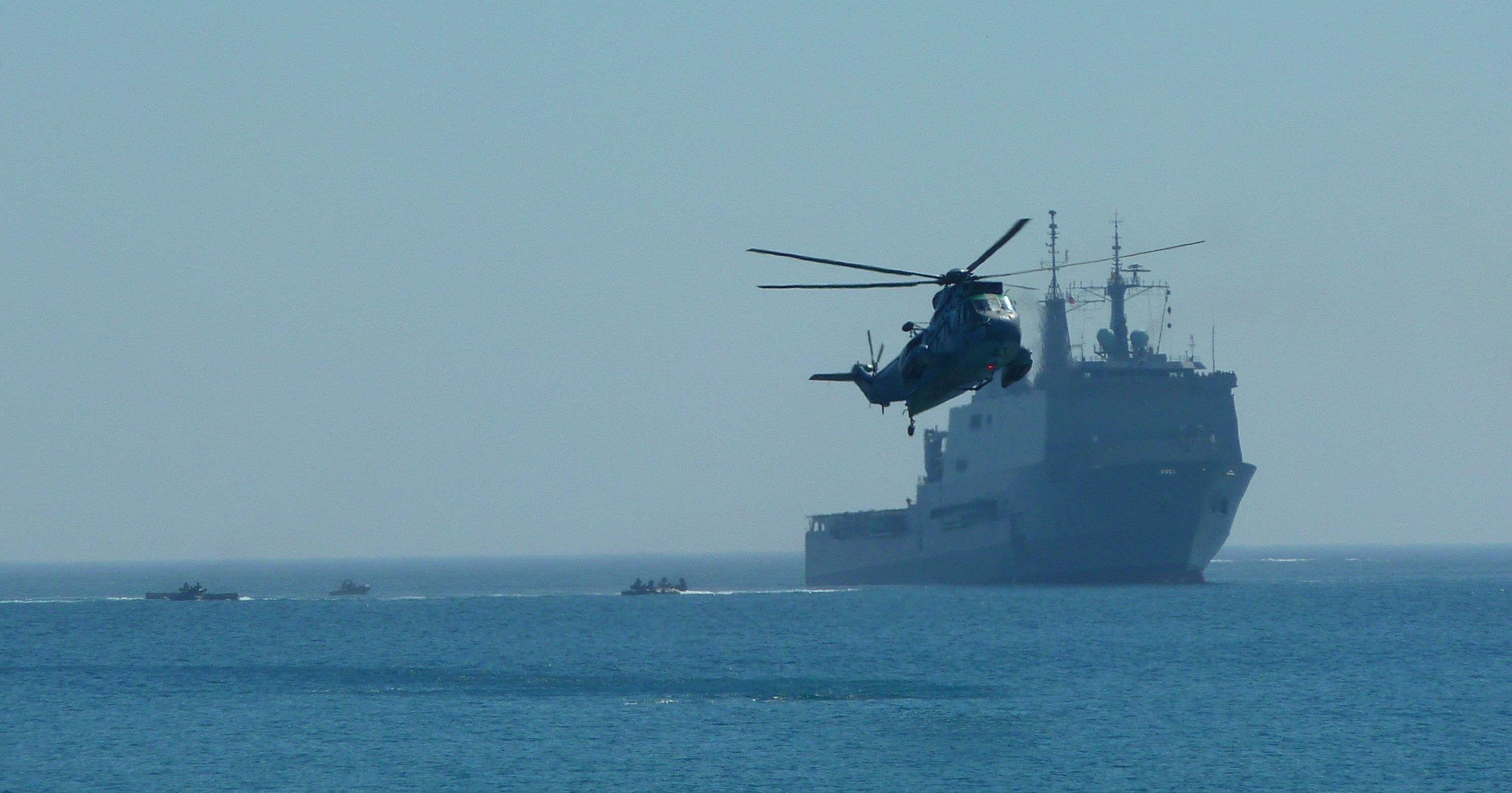
Sikorsky H-3 Sea King davant del vaixell d'assalt amfibi Galicia L-51, durant un simulacre d'assalt amfibi en la platja del Sardinero de Santander (Cantàbria) amb motiu del Dia de les Forces Armades de 2009.
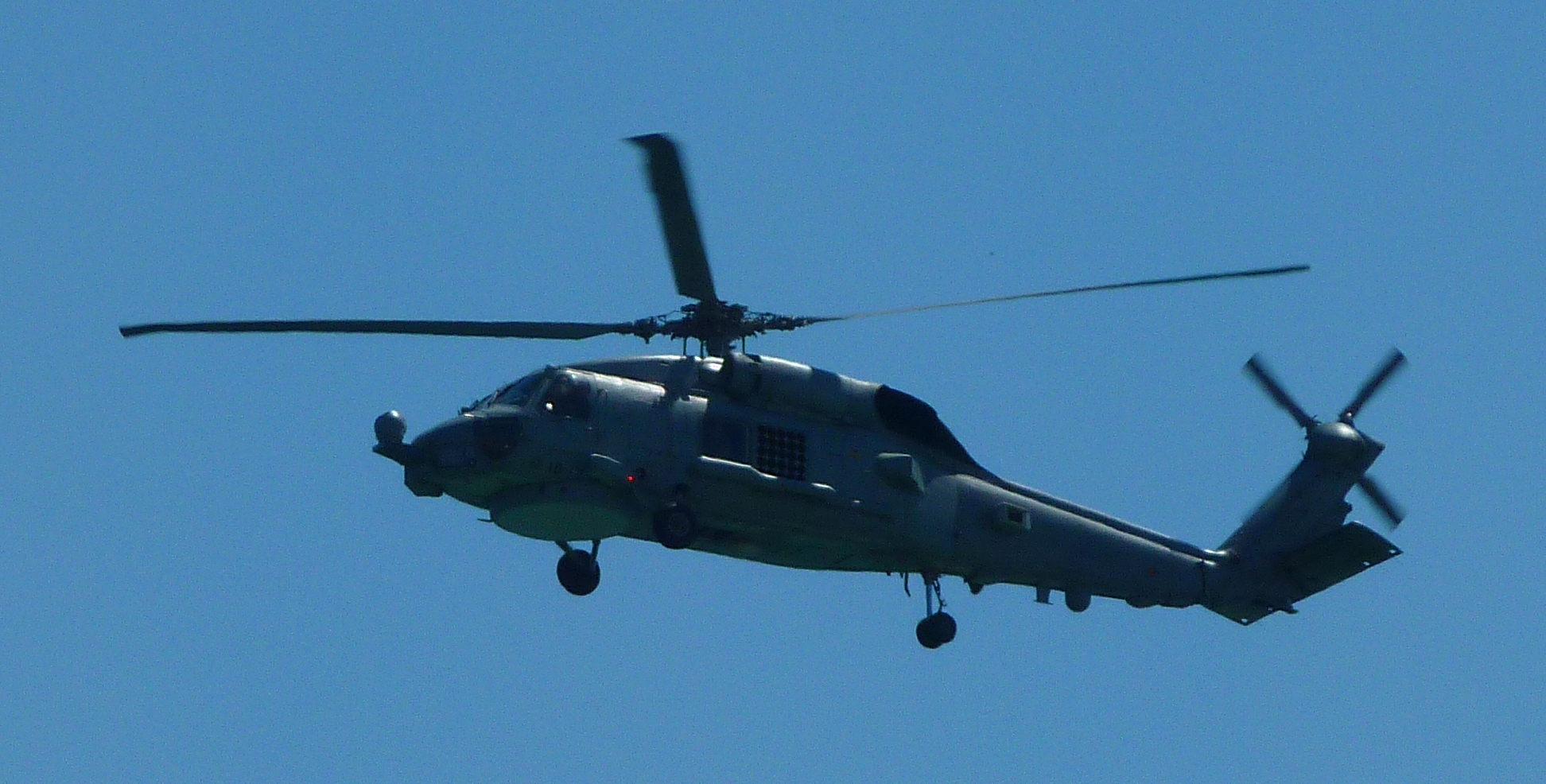
Sikorsky SH-60 Seahawk.
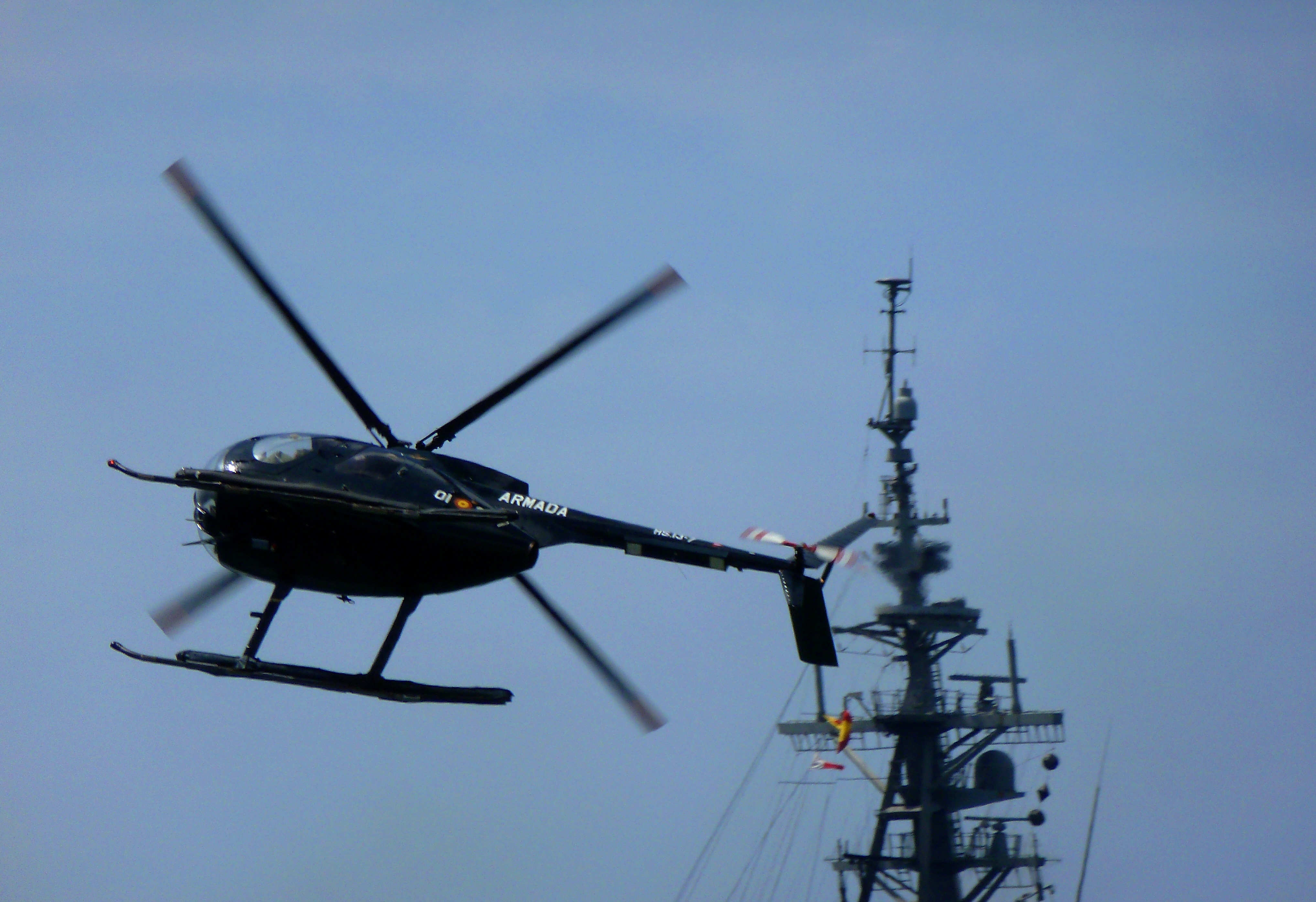
Hughes OH-6 Cayuse.

## Estructura de rangs

### Almiralls i Oficials
| OF-9             | OF-8     | OF-7         | OF-6           | OF-5             | OF-4              | OF-3              | OF-2             | OF-1              | OF-1 |  |  |
| Almirall General | Almirall | Vicealmirall | Contraalmirall | Capità de Navili | Capità de Fragata | Capità de Corbeta | Tinent de Navili | Alferes de Navili |      |  |  |
| Almirall General | Almirall | Vicealmirall | Contraalmirall | Capità de navili | Capità de fragata | Capità de corbeta | Tinent de navili | Alferes de navili |      |  |  |

### Contramestres i marineria
| Codi OTAN | OR-9             | OR-9             | OR-9             | OR-8        | OR-8        | OR-8        | OR-7    | OR-7    | OR-6             | OR-6             | OR-5     | OR-5     | OR-5     | OR-5     | OR-5     | OR-5          | OR-4          | OR-4          | OR-4           | OR-3           | OR-3         | OR-2    | OR-2    | OR-1     | OR-1     | OR-1     |
| --------- | ---------------- | ---------------- | ---------------- | ----------- | ----------- | ----------- | ------- | ------- | ---------------- | ---------------- | -------- | -------- | -------- | -------- | -------- | ------------- | ------------- | ------------- | -------------- | -------------- | ------------ | ------- | ------- | -------- | -------- | -------- |
| Espanya   | Suboficial mayor | Suboficial mayor | Suboficial mayor | Subteniente | Subteniente | Subteniente | Brigada | Brigada | Sargento primero | Sargento primero | Sargento | Sargento | Sargento | Sargento | Sargento | Sargento      | Cabo mayor    | Cabo mayor    | Cabo mayor     | Cabo primero   | Cabo primero | Cabo    | Cabo    | Marinero | Marinero | Marinero |
|           | Suboficial major | Suboficial major | Suboficial major | Subtinent   | Subtinent   | Subtinent   | Brigada | Brigada | Sergent primer   | Sergent primer   | Sergent  | Sergent  | Sergent  | Sergent  | Sergent  | Caporal major | Caporal major | Caporal major | Caporal primer | Caporal primer | Caporal      | Caporal | Mariner | Mariner  | Mariner  |          |

## Infanteria de Marina
El Cos d'Infanteria de Marina és una unitat operativa amfíbia d'elit enquadrada dins de l'Armada Espanyola. És la infanteria de marina més antiga del món, creada el 27 de febrer de 1537, per l'emperador Carles V. Les funcions principals dels Infants de Marina són: la seva especialització en operacions amfíbies i la seva operativitat, per mar i per terra, la projecció del poder naval mitjançant l'ús de forces amfíbies sobre una costa hostil o potencialment hostil. La seva capacitat per embarcar en molt poc temps juntament amb el suport aeri i terrestre orgànic de l'Armada, la converteixen en una unitat d'alt valor estratègic pel seu alt grau d'ensinistrament, capacitat i possibilitat de posicionar-se de forma ràpida i discreta en aigües internacionals, constituint un factor de dissuasió i poder naval considerable.